# 国鉄ミ250形貨車
国鉄ミ250形貨車（こくてつミ250がたかしゃ）は、かつて鉄道省及び1949年（昭和24年）6月1日以降は日本国有鉄道（国鉄）に在籍した水運車（水槽車）である。
本形式と同時期に同種類の種車を改造したミ300形についても本項目で解説する。

## ミ250形
1927年（昭和2年）1月中旬に廃車となった5400形蒸気機関車の炭水車を種車として11 t 積み水運車5両が鷹取工場にて製作された。形式名はミ370形と定められたが、1928年（昭和3年）5月の車両称号規程改正によりミ250形（ミ370 - ミ374→ミ250 - ミ254）に変更された。落成後全車神戸鉄道局に配属された。
本形式と同じ5400形蒸気機関車の炭水車を種車に同年4月にミ375形ミ375（後のミ170形ミ189）が製作されたがこちらは10 t 積みであるところが異なる。
塗色は、黒であり、寸法関係は全長は5,996 mm、全幅は2,286 mm、全高は2,630 mm、軸距は1,486 mm+1,486 mm、自重は10.0 t - 10.6 t、換算両数は積車2.2、空車1.0である。
1953年（昭和28年）9月2日に最後まで在籍したミ250が廃車となり同時に形式消滅となった。

## ミ300形
1927年（昭和2年）1月中旬に廃車となった6270形蒸気機関車の炭水車を種車として12 t 積み水運車3両が鷹取工場にて製作された。形式名はミ380形と定められたが、1928年（昭和3年）5月の車両称号規程改正によりミ300形（ミ380 - ミ382→ミ300 - ミ302）に変更された。落成後全車神戸局に配属された。
塗色は、黒であり、寸法関係は全長は5,958 mm、全高は2,560 mm、軸距は1,486 mm+1,486 mm、自重は9.9 t - 10.5 t、換算両数は積車2.2、空車1.0である。
1955年（昭和30年）5月11日に最後まで在籍したミ301が廃車となり同時に形式消滅となった。